# Lousberg (bier)
Lousberg is een Belgisch biologisch bier, gebrouwen door De Proefbrouwerij te Lochristi in opdracht van Het Hinkelspel uit Gent. Het bier is doorheen het land verkrijgbaar in biowinkels.

## Naam
Het Hinkelspel is vooral een kaasmakerij. Het bedrijf is gevestigd aan de Ferdinand Lousbergskaai te Gent. De naam van het bier verwijst naar deze plaats. 

## Het bier
Lousberg is een blonde tripel, met hergisting op de fles en een alcoholpercentage van 8%. De ingrediënten zijn biologisch.